# Drittmittel
Als Drittmittel werden im Wissenschaftsbetrieb diejenigen finanziellen Mittel verstanden, die den Hochschulen und Forschungseinrichtungen oder einzelnen Forschern in diesen Institutionen über die vom Unterhaltsträger zur Verfügung gestellten laufenden Haushaltsmittel und Investitionen (Grundausstattung) zusätzlich von dritter Seite zufließen. Sie werden in der Regel für bestimmte Projekte oder Forschungsbereiche befristet bereitgestellt.
In einem weiteren Sinne versteht man unter Drittmitteln auch außeretatmäßige Mittel, die von anderen Bildungseinrichtungen, wie z. B. Schulen, eingeworben werden.

## Drittmittelakquisition der Hochschulen

### Deutschland
Die Höhe der zusätzlich eingeworbenen Mittel trägt erheblich zum Prestige der jeweiligen Forscher und Einrichtungen bei; ihre Bedeutung hat seit den 1970er Jahren aufgrund der damaligen Hochschulreform zugenommen. Im Jahr 2010 standen den deutschen Hochschulen Drittmittel in Höhe von 5,9 Milliarden Euro zur Verfügung, während es 2015 bereits 7,4 Milliarden Euro waren. 2016 waren 26 % der Stellen des wissenschaftlichen und künstlerischen Personals drittmittelfinanziert. Dies ist ein Anstieg von 6 Prozentpunkten seit 2006. Die größte hiervon betroffene Gruppe waren die wissenschaftlichen und künstlerischen Mitarbeiter. Mitverantwortlich für den Anstieg war die Exzellenzinitiative, durch die umfangreiche zusätzliche Drittmittel bereitgestellt wurden.
Auf Rang 1 der Hochschulen in der Höhe der eingeworbenen Drittmittel (ohne medizinische Einrichtungen) lag 2016 die RWTH Aachen mit 294 Millionen Euro vor der TU München mit 276 Millionen Euro und der TU Dresden mit 210 Millionen Euro.
2017 warb eine Professorin/ein Professor an deutschen Universitäten (ohne Medizin/Gesundheitswissenschaften) durchschnittlich Drittmittel in Höhe von 266.200 Euro ein. Eine Professorin/ein Professor an Fachhochschulen warb durchschnittlich 32.000 Euro, an Kunsthochschulen 17.400 Euro ein.
Die Drittmitteleinwerbung ist an vielen Hochschulen ein wichtiges Ziel und das Engagement bzw. der Erfolg der Drittmitteleinwerbung durch die Mitarbeiter ein Kriterium für das berufliche Fortkommen. Viele Universitäten haben spezielle Abteilungen eingerichtet, die Forscher bei der Antragstellung unterstützen.

#### Drittmittel aus öffentlichen Ressourcen
Drittmittel stammen nicht nur aus der Privatwirtschaft. Der bei weitem größte Teil stammt aus öffentlichen Forschungsförderungen bestimmter Forschungsprojekte wie z. B. der Deutschen Forschungsgemeinschaft (DFG), dem Bundesministerium für Bildung und Forschung (BMBF) oder dem Bundesministerium für Wirtschaft und Klimaschutz (BMWK). Bedeutendster Drittmittelgeber ist in Deutschland die DFG.
Auch Stiftungen, wie die Volkswagen-Stiftung oder die Dr. Hans Riegel-Stiftung, vergeben Drittmittel in bedeutendem Ausmaß. Drittmittel für den internationalen Austausch von Studierenden und Wissenschaftlern vergibt in Deutschland der Deutsche Akademische Austauschdienst (DAAD). Auch die Europäische Union gewinnt mit diversen Programmen zunehmend Bedeutung für die Vergabe von Drittmitteln. CORDIS, der Forschungs- und Entwicklungsinformationsdienst der EU, bietet entsprechende Übersichten. Der Anteil der Drittmittel am Gesamtetat der Hochschulen (ohne die medizinischen Einrichtungen) beträgt in Deutschland mittlerweile knapp 20 %.
Ursprünglich bezog sich die Bezeichnung Drittmittel nur darauf, dass die Mittel für eine Forschung von „Dritten“ außerhalb der Beziehung „einzelner Forscher – Universität“ stammten. Teilweise wird noch zwischen Zweitmitteln und Drittmitteln unterschieden: Zweitmittel sind dann Mittel staatlicher Stellen bzw. Stiftungen, etwa der DFG oder des SNF, während Drittmittel aufgrund von Verträgen mit anderen Auftraggebern, z. B. der Industrie, fließen.

#### Drittmittel von Unternehmen
2015 stellte die Wirtschaft 1,4 Milliarden Euro an Drittmitteln zur Verfügung. Das entsprach einem Anteil von 19 % der Drittmittel insgesamt.
Problematisch an Drittmitteln kann eine mögliche Einflussnahme der Geldgeber auf die Forschungsfreiheit sein, insbesondere wenn sie Anreize für angewandte und ergebnisorientierte Forschung bieten. Hierfür ist zwischen der ergebnisunabhängigen Finanzierung von Projekten (z. B. durch Stiftungen) und einer reinen Auftragsforschung zu unterscheiden, wo bestimmte Problemstellungen im Auftrag Dritter (z. B. Industrie) gelöst werden sollen und der Auftraggeber ein direktes Interesse am Ergebnis des Projekts hat. Letztere sind bezüglich einer Einflussnahme stärker gefährdet.
In den Natur- und Ingenieurwissenschaften werden besonders viele Drittmittel eingeworben. So machten in der Mathematik und den Naturwissenschaften Mittel aus dem nicht-öffentlichen Bereich im Jahr 2011 einen Anteil von 18,7 Prozent aus, während Finanzierungen aus dem nicht-öffentlichen Bereich zu 5,8 Prozent der Humanmedizin und 4,3 Prozent der Kunstwirtschaft zugutekamen.
Das Wochenmagazin Die Zeit hat 2018 Informationen aus einer Befragung von 75 deutschen Universitäten zu finanziellen und personellen Hilfen veröffentlicht, die diese von Unternehmen erhalten.

### Schweiz
In der Schweiz wird z. B. vom Bund den Universitäten ein Anteil der Erstmittel bezüglich der Höhe danach zugewiesen, wie viele Drittmittel akquiriert worden sind. Ferner ist zu beachten, dass durch die höhere Einnahme von Drittmitteln auch der Etat für die Universität steigt, welcher von der zuständigen kantonalen Bildungsverwaltung zugewiesen wird (im Rahmen der leistungsorientierten Mittelvergabe nach dem Matthäus-Prinzip).
Die Kantone sind für die Hochschulen zuständig. Demzufolge gibt es unterschiedliche Regelungen auch zu den Drittmitteln. Viele Verträge mit privaten Sponsoren sind nicht öffentlich und werden nur auf Druck von außen offengelegt. Der Schweizerische Nationalfonds (SNF) ist in der Schweiz der bedeutendste öffentliche Vergeber von Drittmitteln.
Journalistische Recherchen zeigten 2016 den Umfang der Kooperationen der Universitäten mit Dritten. Danach werden in den Bereichen «Informatik/Technologie» und «Wirtschaft» überdurchschnittlich oft Professuren gesponsert. Und die Geldgeber stammen oft aus der Pharmabranche (Sandoz, Merck Serono) sowie aus der Energiebranche (Axpo, BKW, Alpiq).

## Drittmittelakquisition an Schulen in Deutschland
Die Einrichtung und der Betrieb öffentlicher Schulen wird in Deutschland aus Steuermitteln finanziert, die sich aus den unterschiedlichen Anteilen der Länder und der Gemeinden zusammensetzen; bei Privatschulen kommen Mittel freier Träger hinzu. Im Jahr 2004 z. B. erhielten die allgemeinbildenden Schulen rund 36 Milliarden Euro aus den Ländern, 9 Milliarden Euro aus den Gemeinden und 0,8 Milliarden Euro aus dem privaten Bereich.
Darüber hinaus betreiben viele Schulen Fundraising und werben Spenden und Sponsorenleistungen ein, besonders bei Schulfördervereinen, Stiftungen, Unternehmen und Privatleuten. Die Bedingungen, unter denen Schulen Drittmittel einwerben dürfen, sind in den Schulgesetzen der einzelnen Bundesländer festgelegt. Für Einzelheiten zur gesetzlichen Regelung der Akquise von Sponsorenleistungen siehe den Artikel Schulmarketing.

## Kritik
Die Bedeutung von Drittmittel-Förderprojekten hat in Deutschland spätestens seit dem Jahr 2000 stetig zugenommen. Ein zunehmend größerer Anteil des Haushalts von Hochschulen und Forschungsinstituten geht inzwischen darauf zurück, während die Mittel aus der sog. Grundfinanzierung relativ abgenommen haben. Forscher und Verwaltung sind deshalb immer stärker mit der Vorbereitung, Beantragung, Administration, Steuerung und Leitung von Förderprojekten befasst.
Eine angemessene Bewertung der Situation aus forschungspolitischer Sicht wird dadurch erschwert, dass die absoluten Zahlen von bewilligten bzw. abgelehnten Anträgen von den Förderorganisationen wie der Deutschen Forschungsgemeinschaft, dem  Bundesministerium für Forschung und Technologie und Bundesministerium für Wirtschaft und der Volkswagenstiftung nicht oder nur eingeschränkt veröffentlicht werden. Dabei müssten diese Zahlen auf einfache Anfrage nach dem Informationsfreiheitsgesetz zur Verfügung gestellt werden. Grobe Abschätzungen ergeben, dass jährlich mehrere tausend Personenjahre von Forschern in Deutschland für die Projektbeantragung aufgewandt werden, ohne dass es zur Bewilligung kommt. Das erscheint als ein signifikanter Einsatz von Forschungsmitteln, die sinnvoller eingesetzt werden könnten.